# ریفورم (آلاباما)
ریفورم (به انگلیسی: Reform) شهری در شهرستان پیکنز ایالت آلاباما است که مساحت آن ۲۰٫۸۱ کیلومتر مربع است و در سرشماری سال ۲۰۱۰ میلادی، ۱٬۷۰۲ نفر جمعیت داشته و تراکم جمعیتی آن، ۸۱٫۷۹ نفر در هر کیلومتر مربع بوده است.